# Teoría de la equidad laboral
La teoría de la equidad intenta explicar la satisfacción relacional en términos de percepciones de tarifas / distribuciones injustas de recursos dentro de las relaciones interpersonales. 
Una de las teorías de la justicia, la teoría de la equidad fue desarrollada en 1963 por John Stacy Adams, quien afirmó que los empleados buscan mantener la equidad entre los insumos que traen a un puesto de trabajo y los resultados que reciben de ella contra las entradas percibidas y los resultados de los demás (Adams, 1965).
La creencia es el trato justo del valor de personas lo que les provoca motivación para mantener la imparcialidad que se mantiene dentro de las relaciones de la organización y con sus compañeros de trabajo. 
La estructura de la equidad en el lugar de trabajo está basada en la proporción de insumos a los resultados. Insumos son las contribuciones hechas por el empleado de la organización.
Una manera de verlo es con esta fórmula donde se comparan los motivadores internos y externos del mismo individuo con relación a los demás
{\displaystyle {\frac {individual's\quad outcomes}{individual's\quad own\quad inputs}}={\frac {relational\quad partner's\quad outcomes}{relational\quad partner's\quad inputs}}}
Por lo tanto un individuo tendrá en cuenta que se trató bastante si percibe la proporción de sus aportaciones a sus resultados equivalentes a los que le rodean y sería aceptable para un colega más alto a recibir una indemnización mayor, puesto que el valor de su experiencia (y entrada) es mayor que el propio.